# مسجد عبد الواحد المكناسي
مسجد عبد الواحد

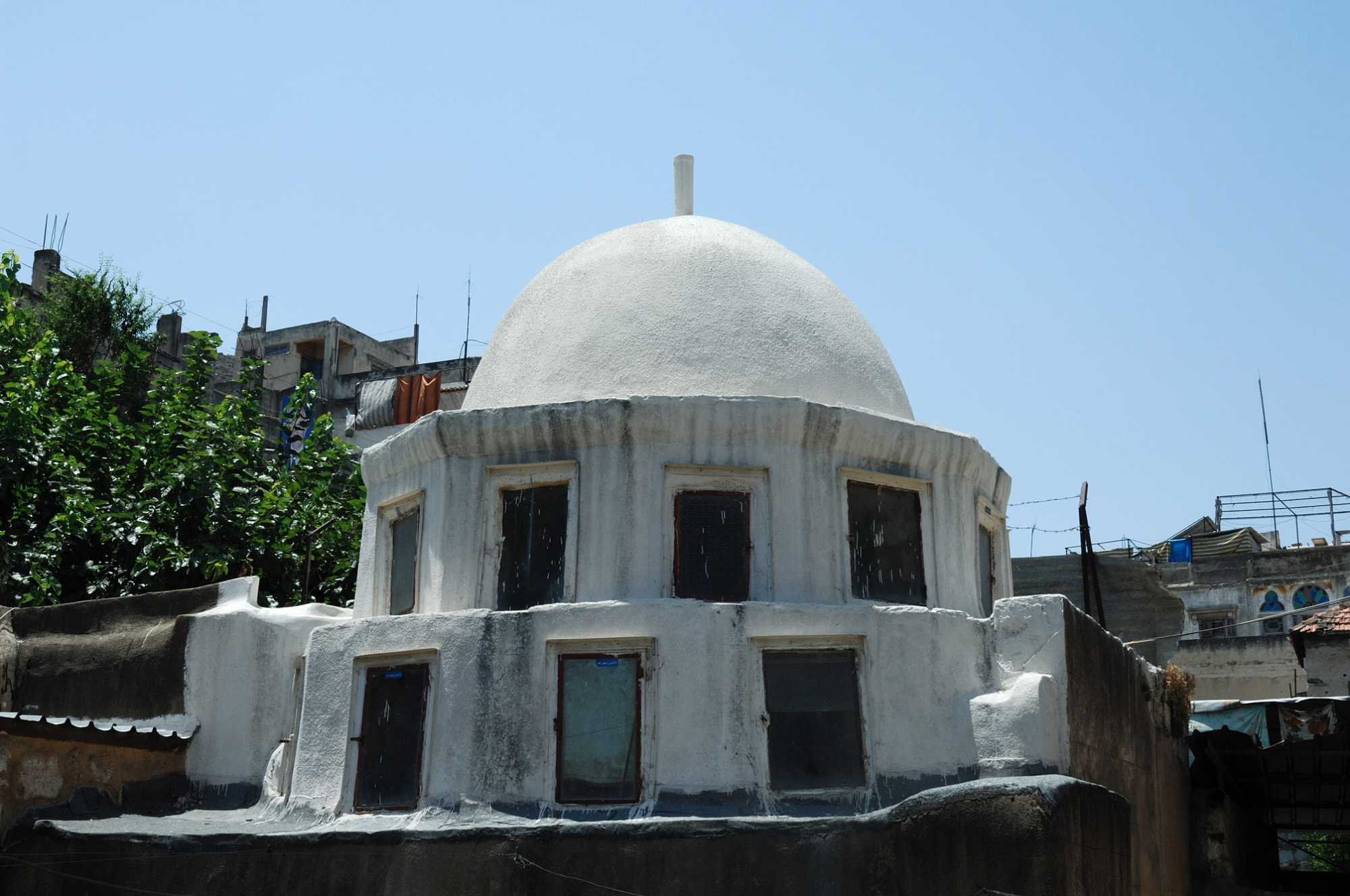
قبة مسجد سيدي عبد الواحد

تاريخ/حقبة الإنشاء: سنة 705 هـج./1305-1306 ميلادية
تسجيل:
في تاريخ سنة خمس وسبعمائة. أنشأ هذا المكان المبارك العبد الفقير إلى الله تعالى عبد الواحد المكناسي غفر الله له ولوالديه ولمن كان السبب فيه للمسلمين
تم تأسيس هذا المسجد على الضفة اليسرى من نهر أبو علي خلف سوق الصياغين. وقد تم بناؤه من طرف «عبد الواحد المكناسي»، وهو رجل دين يرجع أصله، كما يدل أسمه، إلى مدينة مكناس بالمغرب، حيث قرر الاستقرار بمدينة طرابلس بعد دخول المماليك بخمس عشرة سنة.
بالنسبة للنقش الكتابي الذي يشير إلى اسمه وتاريخ البناء فإنه كان متواجدا في الأصل على نافورة في الفناء نقلت، على جدار قاعة الصلاة، على إثر ترميم حديث للمسجد. أما فيما يخص حياة عبد الواحد فإنها تبقى مجهولة نظرا لعدم توفر أية تفاصيل من شأنها أن تفيدنا أو تعرفنا بحيثيات وصوله إلى مدينة طرابلس.
تصف الرواية المحلية هذا الرجل على أنه رجل ورع قرر شراء «الخان» الذي كان يسكن فيه نظرا لعدم ترحيب مالكه المسيحي، إلا أنه لا يمكن لأي مصدر تاريخي أن يدعم هذا القول، ثم قام بتحويله فيما بعد إلى مسجد، غير أن وقف هذا الأخير، وإن لم يعد ساريا، فما زال هناك توصيات شفوية تشترط إيواء المبنى للمغاربيين.
المبنى عبارة عن مسجد صغير يتوسطه فناء. فباستثناء الجانب الذي يحتضن قاعة الصلاة (المتكون من مستوى واحد)، فإن الجوانب الثلاثة الأخرى بنيت على مستويين: طابق أرضي ذو عقود منخفضة وضخمة وطابق علوي يحتوي على رواق مقنطر ينفتح على غرف.

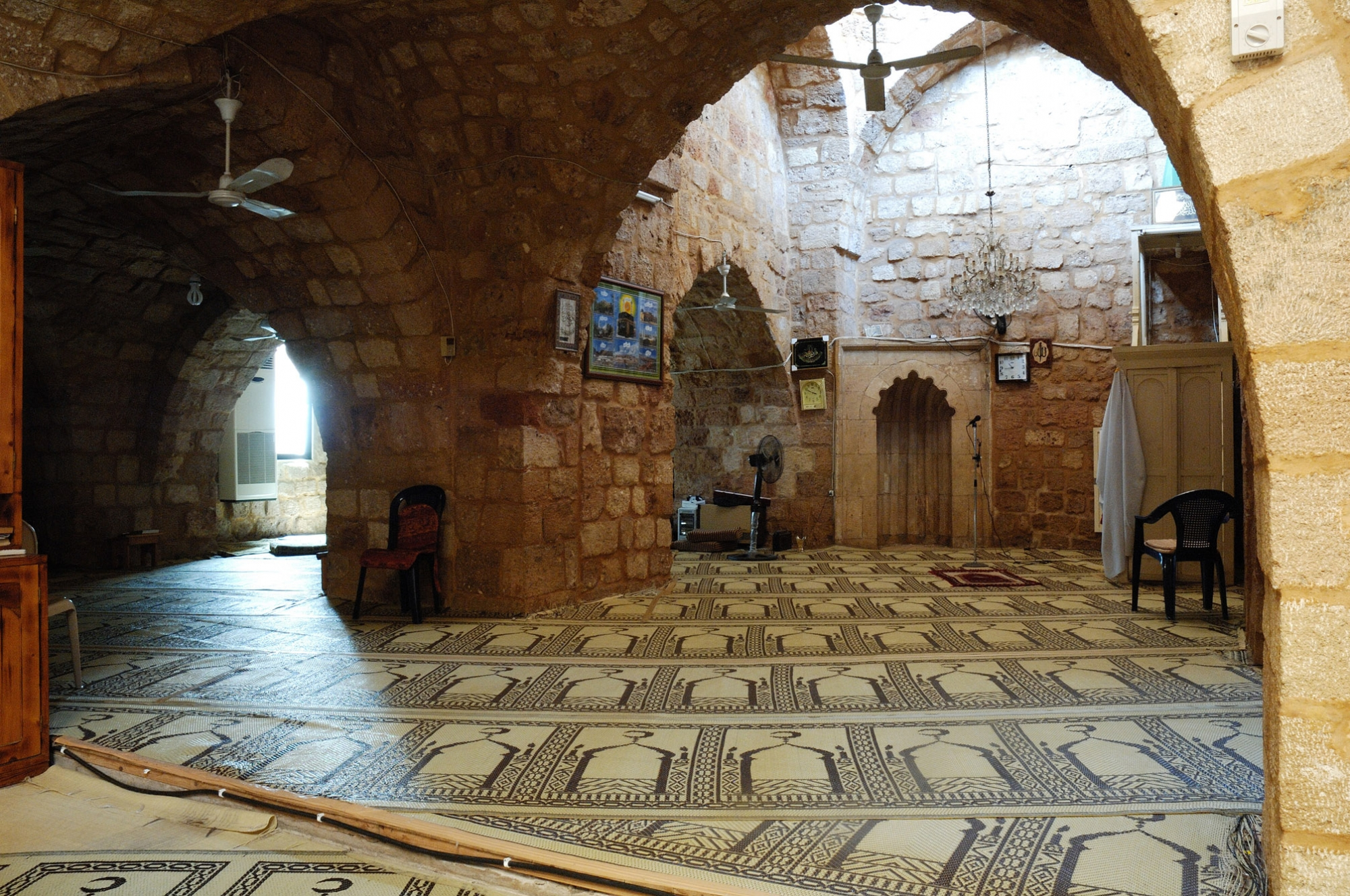
داخل مسجد سيدي عبد الواحد

بالنسبة لقاعة الصلاة فهي مستطيلة الشكل ويتقدمها ستة عقود منخفضة ترتكز على دعامتين وقبة أمام المحراب الذي وضع على زاوية من الحائط.
على يمين مدخل المسجد، يوجد ضريح مغطى بقبة ذات عروق حيث يرقد جثمان «عبد السلام المغربي المشيشي»، وهو أيضا من أصل مغربي كما يظهر من خلال اسمه. يدعم الضريح مئذنة صغيرة مثمنة الزوايا تنفتح في قمتها ثماني نوافذ مغطاة بقبة. تعتبر هذه المئذنة فريدة من نوعها ولا مثيل لها في المنطقة، باستثناء برج كنيسة رومية صليبية في طرطوس(tartous) على بعد 200 كلم شمال طرابلس. بنيت المئذنة من الحجر وطُليت بدهان أبيض. هناك عناصر معمارية عديدة تؤكد النظرية القائلة أن المبنى عبارة عن خان تم تحويله إلى مسجد. هكذا أدت تهيئة قاعة للصلاة في الجزء الجنوبي من الفناء، إلى إلغاء الطابق ذي الأقواس الذي كان مخصصا لإيواء المسافرين. تجارا كانوا أو حجاجا، بينما كان الطابق الأرضي يستقبل البضائع والبهائم، بالإضافة إلى أن موضع المحراب في زاوية جدار القبة يدل على أنه تم الحفاظ على جدار المبنى الأصلي. ونظرا لضعف الإمكانيات يرجح أن يكون مشروع البناء قد اقتصر على تكييف المبنى الأصلي مع إدماج عناصر معمارية جلبت من الأبنية المجاورة كالبرج الذي لا يمكن أن ينتمي إلى مبنى «الخان». وإذا كانت القبة ذات العروق من العناصر التي نجدها في العمارة الأيوبية، فإنه من الواضح هنا، أنها أخذت عن نماذج من شمال أفريقيا حيث استعملت لأول مرة في القرن التاسع بالجامع الكبير في القيروان.